# Nabijon Qosimov

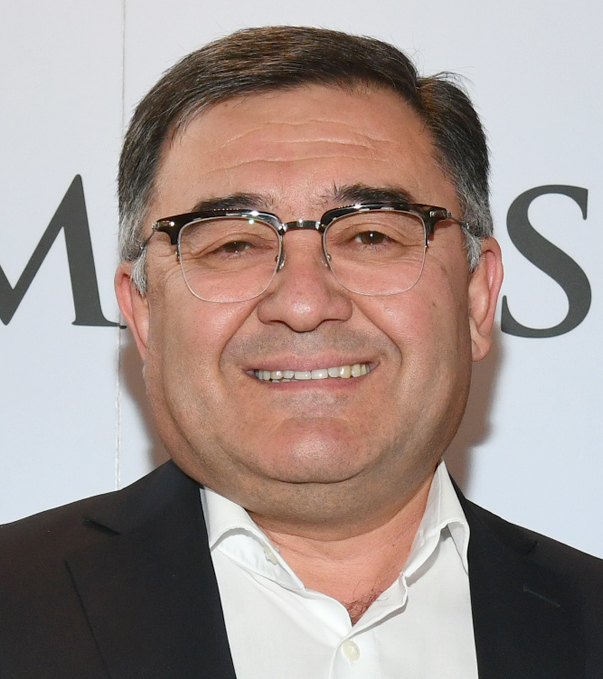
Nabijon Qosimov (2019)

Nabijon Sodiqjonovich Qosimov (russisch Набижон Садикджанович Касимов Nabischon Sadikdschanowitsch Kassimow, auch Nabijon Kasimov; * 5. November 1970) ist ein usbekischer Diplomat und internationaler Wirtschaftsexperte. Er ist der Leiter des Büros der Deutsch-Usbekischen Wirtschaftskooperation DUWK Büro. Er war usbekischer Botschafter in Deutschland, der Schweiz, Schweden und Tschechien. Er war auch Vorsitzender der Vereinigung der privaten Tourismusorganisationen Usbekistans und stellvertretender Vorsitzender der Industrie- und Handelskammer Usbekistans.

## Ausbildung
Nabijon Qosimov absolvierte 1988 das Gymnasium in Taschkent mit einer Medaille. Von 1988 bis 1993 studierte er internationale Wirtschaftsbeziehungen am Staatlichen Institut für Orientalistik in Taschkent. Von 1997 bis 1998 besuchte er die Akademie für Staats- und Gesellschaftsbau unter dem Präsidenten der Republik Usbekistan, wo er einen Master-Abschluss in internationalen Wirtschaftsbeziehungen erwarb.

## Karriere
Von 1993 bis 1999 arbeitete er bei der Außenhandelsgesellschaft Uzmarkazimpex des Ministeriums für Außenwirtschaftliche Beziehungen Usbekistans, wo er mit dem Export von Baumwollfasern beschäftigt war. 1996 absolvierte er eine Ausbildung am International Cotton Institute in Memphis, USA. Zusätzlich absolvierte er von 1996 bis 1999 Praktika bei mehreren internationalen Unternehmen und Warenbörsen, darunter die New York Cotton Exchange (USA), die Liverpool Cotton Exchange (Großbritannien) und die Bremer Baumwollbörse (Deutschland).
Im August 1999 wurde Nabijon Qosimov zum Zweiten Sekretär an der Botschaft Usbekistans in Deutschland ernannt, wo er bis 2003 arbeitete und die Position des Handels- und Wirtschaftsberaters erreichte.
Von 2003 bis 2004 leitete er eine Gruppe, die die Aktivitäten von Außenhandelsunternehmen im Ministerkabinett der Republik Usbekistan koordinierte.
Nach der Gründung der Industrie- und Handelskammer Usbekistans im Jahr 2004 wurde er auf ihrem ersten Kongress zum stellvertretenden Vorsitzenden für Außenwirtschaftliche Zusammenarbeit gewählt. Von 2008 bis 2013 war er Vorstandsmitglied und Berater des Vorsitzenden der Industrie- und Handelskammer Usbekistans für die Entwicklung Außenwirtschaftlicher Beziehungen.
2013 wurde er zum Vorsitzenden der Vereinigung der privaten Tourismusorganisationen Usbekistans gewählt.
Von 2017 bis 2023 war er außerordentlicher und bevollmächtigter Botschafter der Republik Usbekistan in Deutschland. Außerdem wurde er zum außerordentlichen und bevollmächtigten Botschafter der Republik Usbekistan in der Schweiz (2018–2023), Schweden (2018–2023) und der Tschechischen Republik (2019–2023) ernannt.
Am 28. November 2017 überreichte er sein Beglaubigungsschreiben an den deutschen Bundespräsidenten Frank-Walter Steinmeier. Am 29. August 2018 überreichte er sein Beglaubigungsschreiben an den Schweizer Präsidenten Alain Berset. Am 13. Dezember 2018 überreichte er sein Beglaubigungsschreiben an den schwedischen König Carl XVI Gustaf. Am 21. Februar 2019 überreichte er in Prag sein Beglaubigungsschreiben an den tschechischen Präsidenten Miloš Zeman.
Seit März 2024 ist Nabijon Qosimov der Leiter von DUWK Büro.

## Auszeichnungen
Im Jahr 2020 wurde er mit der Medaille „Für treue Dienste“ ausgezeichnet.